# Kids und Co
Kids und Co – Ihr regionales Familienmagazin ist der Printtitel des Verbundes von zehn regionalen Familienmagazinen in Deutschland und erschien bis 2021 im Cala-Verlag. Konkret waren das die Städteregionen Berlin, Hannover, Magdeburg, Dresden, Halle (Saale), Leipzig, Chemnitz, Ostthüringen, Dortmund, Mittelthüringen, Kassel
Flankiert wird das Printangebot von den ebenfalls regionalen Familienfreizeitportalen kribbelbunt.de und 60plusminus.de. Die Magazine erschienen viermal jährlich in Kindergärten bzw. Kindertagesstätten und vergleichbaren, von der Zielgruppe Familien frequentierten Einrichtungen mit einer Auflage von 165.000 Exemplaren. Zielgruppe des Magazins sind Familien mit Kindern bis 14 Jahren. Das Magazin versucht Familien zu beraten und zu unterstützen. Kids und Co behandelt verschiedene Themenbereiche, darunter Titel-Reportagen, das Familienleben, die Erziehung, Kindergarten und Schule, Gesundheit und Ernährung, Freizeit und Reisen. Darüber hinaus informiert das Magazin zielgruppenspezifisch über Veranstaltungstermine und aktuelle Kurse. Die Gesamtdruckauflage betrug im ersten Quartal 2018/4 165.000. Dadurch zählte die Kids und Co als eines der größten Familienmagazine in Deutschland.
Seit 2021 befindet sich der Sitz des Cala-Verlags in Erfurt.